# Xanthoparmelia sorediata
Xanthoparmelia sorediata är en lavart som först beskrevs av Elix & P. Child, och fick sitt nu gällande namn av O. Blanco, A. Crespo, Elix & Lumbsch. Xanthoparmelia sorediata ingår i släktet Xanthoparmelia och familjen Parmeliaceae.   Inga underarter finns listade i Catalogue of Life.